# The New Criterion
The New Criterion ist eine amerikanische Literatur- und Kulturzeitschrift. Sie wird in New York verlegt und erscheint monatlich in einer Auflage von rund 6.000 Exemplaren.

## Profil
The New Criticon wurde 1982 von Hilton Kramer, zuvor Kunstkritiker der New York Times, und dem Musikkritiker Samuel Lipman gegründet. Als Herausgeber firmiert heute neben Kramer der Kunst- und Kulturkritiker Roger Kimball. Der Name der Zeitschrift Name verweist auf The Criterion, in den 1920er Jahren unter der Führung von T. S. Eliot eines der tonangebenden little magazines der englischsprachigen Moderne.
Das Profil des New Criterion ist von einem auch politisch gefärbten Konservatismus geprägt, der sich auch in einem recht klassischen Literatur- und Kunstverständnis niederschlägt. Oftmals wird die Zeitschrift als kulturkritisches Organ der amerikanischen Neocons angesehen, und tatsächlich gibt es in der Autorenschaft einige Überschneidungen mit anderen neokonservativen Blättern wie Commentary. Koherausgeber Roger Kimball ist auch Inhaber des Verlagshauses Encounter Books, in dem neokonservative Autoren wie William Kristol, David Horowitz und Theodore Dalrymple verlegt werden, die teils auch Aufsätze im New Criterion publiziert haben.
Das konservative Stilideal des Blatts zeigt sich etwa in den Statuten des Lyrikpreises The New Criterion Poetry Prize, der seit 1999 jährlich verliehen wird und eine „strikte Beachtung der Form“ von den eingereichten Manuskripten einfordert.

## Anthologien
- Hilton Kramer (Hrsg.): The New Criterion Reader: The First Five Years. Free Press, New York 1988, ISBN 0-02-917641-7.
- Roger Kimball, Hilton Kramer (Hrsg.): Against the Grain: The New Criterion on Art and Intellect at the End of the 20th Century. Ivan R. Dee, New York 1995, ISBN 1-56663-069-X.
- Roger Kimball, Hilton Kramer (Hrsg.): Counterpoints: 25 Years of The New Criterion on Culture and the Arts. Ivan R. Dee, New York 2007, ISBN 978-1-56663-706-0.